# Martin Derganc
Martin Derganc, né le 20 mars 1977 à Novo mesto, est un coureur cycliste slovène.

## Palmarès
- 1997
  - Grand Prix Krka
  - 3e du Trofeo Papà Cervi
- 1999
  - Coppa della Pace
- 2000
  - Classement général du Tour de Slovénie
  - Tour de Croatie :
    - Classement général
    - 2e étape

  - Grand Prix Krka
- 2001
  -  Champion de Slovénie sur route
  - 2e du Tour de Slovénie
  - 3e de la Flèche du port d'Anvers
- 2002
  - 4e étape du Tour d'Autriche
- 2003
  - Brixia Tour :
    - Classement général
    - 2e étape

## Résultats sur les grands tours

### Tour d'Italie
- 2002 : 45e
- 2004 : 127e

### Tour d'Espagne
- 2002 : abandon